# 李修平
李 修平（り しゅうへい、1963年2月16日 - ）は、中華人民共和国の元ニュースキャスター。

## 略歴
1963年に甘粛省蘭州市に生まれた。
1983年に北京に来て勉強をする。
1987年2月に北京広播（放送）学院播音（ラジオ）系（現在の中国伝媒大学）を卒業したのち、甘粛電視台に入る。
1989年に中国中央テレビで実習を行い、その後李修平本格進出を中央テレビ局の仕事。
2003年5月には国営放送のメインニュース番組『新聞聯播』のニュースキャスターを務める。
2013年、甘粛省西北師範大学の兼職教授に招かれた。
2015年3月中国中央テレビを退社。

## 家族
1992年にはジャズ工程師の范宇と結婚をするが、数年後に離婚する。
2005年には中共新疆ウイグル自治区委員会書記の張春賢と結婚。

## 受賞
金話筒賞（2009年）